# Mine de Viivikonna
La mine de Viivikonna est une mine à ciel ouvert de schiste bitumineux située en Estonie.